# Втрати 1065-го артилерійського полку (РФ)
У статті наведено подробиці втрат втрат 1065-го артилерійського полку (РФ) Збройних сил РФ.

## Російсько-українська війна
| п/п | Прізвище, ім'я, по-батькові                                             | Звання           | Дата народження | Дата смерті | Місце смерті |
| --- | ----------------------------------------------------------------------- | ---------------- | --------------- | ----------- | ------------ |
| 1.  | Травкін Анатолій Віталійович (рос. Травкин Анатолий Витальевич)         |                  | 08.02.1986      | 25.08.2014  |              |
| 2.  | Каменєв Євген Олегович (рос. Каменев Евгений Олегович)                  |                  | 18.06.1988      | 03.09.2014  |              |
| 3.  | Семенов Олександр Олександрович (рос. Семёнов Александр Александрович)  | старший сержант  | 24.04.1994      | 11.03.2022  |              |
| 4.  | Турьєв Іван Павлович (рос. Турьев Иван Павлович)                        | єфрейтор         | 04.01.1985      | 20.03.2022  | Озера        |
| 5.  | Овчинніков максим Михайлович (рос. Овчинников Максим Михайлович)        | рядовий          | 03.02.1994      | 20.03.2022  |              |
| 6.  | Арзубов Артем Сергійович (рос. Арзубов Артем Сергеевич)                 | єфрейтор         | 16.02.1995      | 23.03.2022  |              |
| 7.  | Клімов Євген Володимирович (рос. Климов Евгений Владимирович)           | старший сержант  | 04.02.1988      | 31.05.2022  |              |
| 8.  | Козаков Юрій Олександрович (рос. Казаков Юрий Александрович)            | майор            |                 | 05.06.2022  |              |
| 9.  | Осетров Сергій Олександрович (рос. Осетров Сергей Александрович)        | старший сержант  | 15.02.1987      | 08.06.2022  |              |
| 10. | Федосенко Олексій Олександрович (рос. Федосенко Алексей Александрович)  | сержант          | 17.09.1990      | 04.10.2022  |              |
| 11. | Зубков Андрій Володимирович (рос. Зубков Андрей Владимирович)           | єфрейтор         | 13.05.1990      | 06.10.2022  |              |
| 12. | Добросмислов Павло Володимирович (рос. Добросмыслов Павел Владимирович) | молодший сержант | 09.11.1995      | 06.10.2022  |              |
| 13. | Чистяков Олексій Михайлович (рос. Чистяков Алексей Михайлович)          | єфрейтор         | 12.08.1983      | 06.10.2022  |              |
| 14. | Черьомухін Максим Володимирович (рос. Черемухин Максим Владимирович)    | молодший сержант | 16.01.1995      | 06.10.2022  |              |
| 15. | Воробйов Євген Борисович (рос. Воробьев Евгений Борисович)              | єфрейтор         | 04.01.1988      | 06.10.2022  |              |
| 16. | Шибаєв Микола Олександрович (рос. Шибаев Николай Александрович)         | молодщий сержант | 16.05.1991      | 15.10.2022  |              |
| 17. | Фадюшин Роман Євгенович (рос. Фадюшин Роман Евгеньевич)                 |                  | 27.12.1986      | 19.10.2022  |              |
| 18. | Трубіцин Костянтин Сергійович (рос. Трубицин Константин Сергеевич)      |                  | 25.12.1986      | 19.10.2022  |              |
| 19. | Подобін Олексій Сергійович (рос. Подобин Алексей Сергеевич)             | молодший сержант | 07.10.1992      | 01.11.2022  |              |